# Мост Тиберия
Древнеримский мост Тиберия был построен в Римини в 14—21 годах н. э. Его строительство началось при императоре Августе, а закончилось при императоре Тиберии. Мост представляет собой пятиарочную конструкцию, перекинутую через реку Мареккья. В 580 году он был практически разрушен готами, и только в 1680 году при папе Иннокентии XI его восстановили. С тех пор он успешно служит жителям Римини, причём, открыт не только для движения пешеходов, но и для транспорта.
В древние времена, когда река Мареккья была более полноводной, на опорах моста крепились специальные «волнорезы», замедлявшие течение вод.